# Konstnärskolonin Worpswede

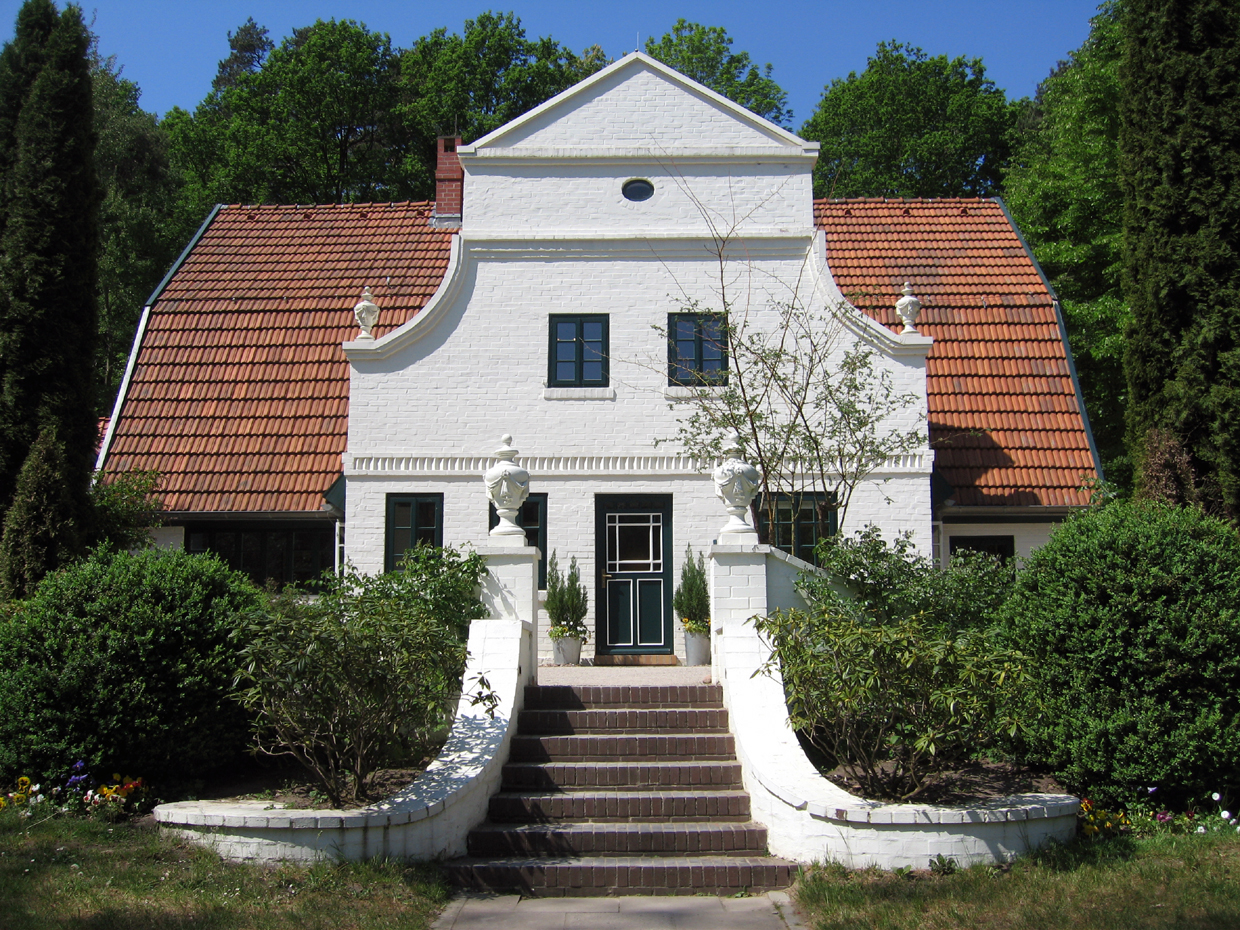
Barkenhoff i Worpswede

Konstnärskolonin Worpswede grundades 1889 i byn Worpswede 18 kilometer nordost om Bremen i Tyskland. Konstnärer inom jugend, impressionism och expressionism sökte sig ut på landet där ljuset var annorlunda och de kunde föra ett enklare liv nära naturen. De unga konstnärerna Fritz Mackensen,  Hans am Ende och Otto Modersohn bosatte sig på en bondgård utanför byn Worpswede. De var inspirerade av den franska Barbizonskolan. Inom några år blev Worpswede den mest kända konstnärskolonien i Tyskland.
Fler konstnärer flyttade till Worpswede, bland annat Fritz Overbeck, Paula Modersohn-Becker och  Heinrich Vogeler. År 1895 förvärvade Vogeler Barkenhoff och byggde om byggnaden i jugendstil. Barkenhoff blev huvudbyggnaden i konstnärskolonin. Berlinaren Georg Tappert, utbildad vid konstakademin i Karlsruhe, bedrev en egen konstskola på orten åren 1906–1909 och umgicks med Vogeler och de andra. Hans mest berömde elev är Wilhelm Morgner som vistades här 1908–1909, då han var 17–18 år. Bernhard Hoetger, skulptör och hantverkare blev medlem 1914 och arkitektur och hantverk fick nya uttryck. På 30-talet splittrades kolonin efter riksdagsvalet 1932. I Worpswede fick nazisterna 66 procent av rösterna och flera medlemmar, bland annat Vogeler och hans svärson Gustaf Regler tvingades lämna kolonin.
Efter andra världskriget byggdes museum och skulpturpark i Worpswede. Galleristen och konstsamlaren Friedrich Netzel bildade stiftelsen Worpsweder Kunststiftung Friedrich Netzel. 2014 firade konstnärskolonin Worpswede sitt 125-årsjubileum.

## Medlemmar

### Första generationen (urval)
- Ludwig Dettmann, (1865–1944)
- Hans am Ende, (1864–1918)
- Bernhard Hoetger, (1874–1949), skulptör
- Fritz Mackensen, (1866–1953)
- Otto Modersohn, (1865–1943)
- Paula Modersohn-Becker, (1876–1907)
- Fritz Overbeck, (1869–1909)
- Ottilie Reylaender, (1882–1965)
- Rainer Maria Rilke, (1875–1926), poet
- Heinrich Vogeler, (1872–1942)
- Clara Westhoff, (1878–1954), skulptör

### Senare medlemmar (urval)
- Bernd Altenstein, född 1943, skulptör[1]
- Monica Breustedt, född 1945, fotograf
- Gisela Eufe, skulptör[5]
- Manfred Hausmann (1898–1986), författare
- Leberecht Migge (1881–1935, landskapsarkitekt
- Waldemar Otto, född 1929, skulptör
- Gustaf Regler (1898–1963). författare
- Bram van Velde (1895–1981)